# Acetobacterium paludosum
Acetobacterium paludosum è una specie di batterio appartenente alla famiglia delle Eubacteriaceae.